# Джефрі Гінтон
Джефрі Еверест Гінтон (англ. Geoffrey Everest Hinton; нар. 6 грудня 1947 року) — англо-канадський когнітивний психолог і інформатик, найбільш відомий своєю роботою над штучними нейронними мережами. З 2013 року по травень 2023 року працював у Google (Google Brain) і в Торонтському університеті. Спільно з Джоном Гопфілдом отримав Нобелівську премію з фізики 2024 року.
З Девідом Румельгартом і Рональдом Дж. Вільямсом, Гінтон був співавтором надзвичайно цитованої статті, опублікованої в 1986 році, яка популяризувала алгоритм зворотного поширення помилки для навчання багатошарових нейронних мереж, хоча вони не були першими, хто запропонував даний підхід. Гінтон розглядається деякими як провідна фігура в спільноті глибокого навчання і називається деякими як «Хрещений батько глибокого навчання». Розпізнавання зображень AlexNet, розроблений його учнем українцем Олексієм Крижевським для змагання ImageNet у 2012 році, допомогло революціонізувати сферу комп'ютерного зору. Гінтон був нагороджений премією Тюрінга у 2018 році разом з Йошуа Бенджо і Ян Лекуном за їхню роботу над глибоким навчанням.

## Освіта
Гінтон отримав освіту в Королівському коледжі в Кембриджі, який закінчив у 1970 році, отримавши ступінь бакалавра мистецтв в галузі експериментальної психології. Він продовжив своє навчання в Единбурзькому університеті, де отримав ступінь доктора філософії в галузі штучного інтелекту в 1978 році для досліджень під керівництвом Крістофера Лонгет-Хіггінса.

## Кар'єра та дослідження
Після отримання ступеня доктора філософії він працював в університеті Сассекса і (після труднощів з пошуком фінансування у Великій Британії) в Каліфорнійському університеті у Сан-Дієго та Університеті Карнегі-Меллона. Він був директором-засновником підрозділу обчислювальної неврології благодійного фонду Гетсбі в Університетському коледжі в Лондоні і в даний час є професором факультету інформатики в Торонтському університеті. Він має кафедру канадських досліджень (англ. Canada Research Chair) в області машинного навчання і в даний час є консультантом програми «Навчання в машинах і мізках» в Канадському інституті перспективних досліджень. Гінтон викладав безкоштовний онлайн-курс з нейронних мереж на освітній платформі Coursera у 2012 році. Гінтон приєднався до Google в березні 2013 року, коли була придбана його компанія DNNresearch Inc. Він планує «розділити свій час між дослідженнями в університеті і роботою в Google».
Дослідження Гінтона стосуються способів використання нейронних мереж для машинного навчання, пам'яті, сприйняття та обробки символів. Він є автором, або співавтором понад 200 рецензованих публікацій. У той час, як Гінтон був професором в університеті Карнегі-Меллона (1982—1987), Девід Румельгарт, Гінтон і Рональд Дж. Вільямс застосували метод зворотного поширення помилки до багатошарових нейронних мереж. Їх експерименти показали, що такі мережі можуть вивчити корисні внутрішні представлення даних. В інтерв'ю 2018 года Гінтон сказав, що «Девід Румельгарт придумав основну ідею методу зворотного поширення помилки, так що це його винахід». Хоча ця робота була важлива для популяризації методу зворотного поширення помилки, вона не була першою, яка запропонувала такий підхід. Автоматичне диференціювання у зворотному режимі, окремим випадком якого є метод зворотного поширення помилки, було запропоновано Сеппо Ліннайнмаа в 1970 році, а Пол Вербос запропонував використовувати його для навчання нейронних мереж в 1974 році.
Протягом того ж періоду Гінтон винайшов машину Больцмана разом з Девідом Акклі та Террі Сейновські. Інші його внески в дослідження нейронних мереж включають розподілені представлення, нейронну мережу з часовою затримкою, суміші фахівців (англ. mixtures of experts), машини Гельмгольца та продукт експертів. У 2007 році Гінтон виступав співавтором статті про некероване навчання під назвою «Некероване навчання в перетворенні зображення». Доступне введення до дослідження Джеффрі Гінтона можна знайти у його статтях у Scientific American у вересні 1992 року та жовтні 1993 року.
У жовтні та листопаді 2017 року Гінтон опублікував дві науково-дослідні роботи відкритого доступу на тему капсульних нейронних мереж, які, на думку Гінтона, «нарешті щось добре працює».
Відомі колишні аспіранти і докторанти з його групи це Річард Земель, Брендан Фрей,Радфорд М. Ніл,Руслан Салахутдінов, Ілля Суцкевер, Ян ЛеКун та Зубін Гахрамані.
Гінтон отримав премію Тьюринга 2018 року, разом з Йошуа Бенгіо та Яном Лекуном за їхню роботу в галузі глибокого навчання . Їх іноді називають «хрещеними батьками глибокого навчання», і вони продовжують виступати з публічними доповідями разом. 
У травні 2023 року Хінтон оголосив про свою відставку з Google, щоб мати можливість «вільно говорити про ризики, пов'язані зі штучним інтелектом» . Він висловив занепокоєння щодо навмисного зловживання зловмисниками, технологічного безробіття та екзистенційного ризику від штучного загального інтелекту . Він зазначив, що встановлення правил безпеки вимагатиме співпраці між тими, хто конкурує у використанні ШІ, щоб уникнути найгірших наслідків .
Джефрі Гінтон також був нагороджений Нобелівською премією з фізики 2024 року, розділивши її з Джоном Гопфілдом, ставши першою людиною, яка отримала і премію Тьюринга, і Нобелівську премію .

## Особисте життя
Гінтон є праправнук логіка Джорджа Буля, чия робота згодом стала однією з основ сучасних комп'ютерних наук та хірурга й автора Джеймса Гінтона, який був батьком Чарльза Говарда Гінтона. Батьком Джефрі Гінтона був Говард Гінтон. Його друге ім'я від іншого родича, Джорджа Евереста. Він також є племінником економіста Коліна Кларка. У 1994 році він втратив першу дружину внаслідок раку яєчників.

### Погляди
Гінтон переїхав з США до Канади частково через розчарування в політиці епохи Рональда Рейгана і несхвалення військового фінансування штучного інтелекту. Гінтон звернувся з петицією проти смертельної автономної зброї. Що стосується екзистенціального ризику від штучного інтелекту, Гінтон зазвичай відмовляється робити прогнози більш ніж на п'ять років у майбутньому, відзначаючи, що експоненційний прогрес робить невизначеність занадто великою. Проте, у неформальній бесіді в грудні 2015 року з панікером щодо екзистенціального ризику від штучного інтелекту Ніком Бостромом, підслухана журналістом Раффі Хатчадуріаном, він повідомив, що не очікує, що сильний штучний інтелект буде створено протягом найближчих десятиліть («Не раніше 2070 року»), і що, у контексті дихотомії, яку раніше запровадив Бостром між людьми, які думають, що управління екзистенціальним ризиком від штучного інтелекту — це, мабуть безнадійно, чи достатньо легко, щоб вона була вирішена автоматично, Гінтон «в таборі зневірених». Він заявив: «Я думаю, що політичні системи використовуватимуть їх для тероризації людей» і висловив переконання, що такі агенції, як Агентство національної безпеки вже намагаються зловживати подібною технологією. На запитання Ніка Бострома, чому він продовжує дослідження, попри серйозність побоювань, Гінтон заявив: «Я можу дати вам звичайні аргументи. Але правда полягає в тому, що перспектива відкриття є дуже солодкою» — посилання на зауваження Дж. Роберта Оппенгеймера під час допиту про те, чому він продовжував свої дослідження в Мангеттенському проєкті. Згідно з тим самим звітом, Гінтон категорично не виключає, що люди контролюють штучний супер інтелект, але попереджає, що «немає хорошого досвіду менш розумних речей, які контролюють речі більшого інтелекту».

## Нагороди та відзнаки
- Орден Канади
- Член Лондонського Королівського Товариства
- Член Королівського товариства Канади[62]
- Нагороджений Honoris causa в Единбурзькому університеті, Шербрукському університеті
- Перший переможець премії Румельгарта[en] в 2001
- Лауреат премії IJCAI за досконалість досліджень[en]
- Канадська золота медаль Ґергарда Герцберга[en]